# 橋詰将義
橋詰 将義（はしづめ まさよし、1993年11月28日 - ）は、日本のプロボクサー。大阪府松原市出身。第39代OPBF東洋太平洋スーパーフライ級王者、元WBOアジアパシフィックスーパーフライ級王者。
角海老宝石ボクシングジム所属。かつては井岡ボクシングジムに所属していた。

## 人物
興國高校時代、インターハイに出場したことがある。

## 来歴
2013年9月11日のプロデビュー戦は3回TKO勝ち。
2014年9月14日、2014年度西日本新人王決勝で梶川武士と対戦し、1回0分38秒でKO勝ちし、西日本新人王となり、MVPとなった
。
2014年11月9日、2014年全日本新人王西軍代表決定戦で櫻井栄太と対戦し、1回2分00秒でKO勝ちし、西軍代表となり、MVPとなった
。
2014年12月21日、2014年スーパーフライ級新人王西軍代表として、東軍代表米永章吾を相手に3回負傷判定勝ちで全日本新人王獲得。
また2018年12月9日に大阪府立体育会館第2競技場で日本スーパーフライ級王者奥本貴之と日本スーパーフライ級タイトルマッチを行い、10回1-1(95-96、97-93、95-95)ドローで王座獲得に失敗。
さらに2021年3月、角海老宝石ボクシングジムに移籍。
翌2022年2月28日に後楽園ホールで開催された「第85回フェニックスバトル」のメインイベントにて古谷昭男とOPBF&WBOアジアパシフィックスーパーフライ級タイトルマッチを行い、12回3-0(115-113、118-110、116-112)判定勝ちでOPBF&アジア王座獲得に成功で2冠王者になる。
2022年6月29日、東京・後楽園ホールで元世界3階級制覇王者の田中恒成と対戦し、序盤は橋詰が体格差を生かし有利に試合を進めるが、5回に橋詰が右目の眉尻を切り流血し、レフェリーが試合を止め、5回2分52秒TKO負けとなった。

## 戦績
- プロボクシング - 22戦19勝（11KO）2分 1敗

| 戦           | 日付           | 勝敗 | 時間    | 内容        | 対戦相手                                     | 国籍       | 備考                                            |
| ------------ | -------------- | ---- | ------- | ----------- | -------------------------------------------- | ---------- | ----------------------------------------------- |
| 1            | 2013年9月11日  | ☆    | 3R 1:53 | TKO         | ペットサーイファー・ルークメーラムプーイジム | タイ       | プロデビュー戦                                  |
| 2            | 2013年12月31日 | ☆    | 1R 1:13 | KO          | ロッタン・ウォーポーシーサケット             | タイ       |                                                 |
| 3            | 2014年4月20日  | ☆    | 4R      | 判定3-0     | 田中隆介（森岡）                             | 日本       |                                                 |
| 4            | 2014年7月20日  | ☆    | 4R      | 判定3-0     | 木久健次（大鵬）                             | 日本       |                                                 |
| 5            | 2014年9月14日  | ☆    | 1R 0:38 | KO          | 梶川武士（守口東郷）                         | 日本       | 2014年度西日本新人王決勝                        |
| 6            | 2014年11月9日  | ☆    | 1R 2:00 | KO          | 櫻井栄太（富士）                             | 日本       | 2014年全日本新人王西軍代表決定戦                |
| 7            | 2014年12月21日 | ☆    | 3R      | 負傷判定3-0 | 米永章吾（宮田）                             | 日本       | 2014年度全日本スーパーフライ級新人王決定戦      |
| 8            | 2015年4月22日  | ☆    | 3R 2:08 | KO          | セーンラチャン・ソーテパタニー               | タイ       |                                                 |
| 9            | 2015年9月27日  | ☆    | 1R 1:04 | KO          | ペットナムヌン・ソーパンヨーキット           | タイ       |                                                 |
| 10           | 2015年12月31日 | ☆    | 4R 0:14 | TKO         | ケン・メナヨーシン                           | タイ       |                                                 |
| 11           | 2016年7月20日  | ☆    | 5R 2:57 | TKO         | セーントーン・トーブアマート                 | タイ       |                                                 |
| 12           | 2016年12月31日 | ☆    | 4R 2:38 | KO          | チャットペット・サイトーンジム               | タイ       |                                                 |
| 13           | 2017年4月23日  | ☆    | 4R 1:50 | TKO         | チャンチャイ・サイトーンジム                 | タイ       |                                                 |
| 14           | 2017年9月13日  | ☆    | 8R      | 判定3-0     | トンクラー・イサーントラクター               | タイ       |                                                 |
| 15           | 2017年12月10日 | △    | 8R      | 判定0-1     | 藤本耕太（江見）                             | 日本       |                                                 |
| 16           | 2018年2月24日  | ☆    | 8R      | 判定3-0     | 村井貴裕（グリーンツダ）                     | 日本       |                                                 |
| 17           | 2018年7月29日  | ☆    | 8R      | 判定3-0     | マージュン・パンティルガン                   | フィリピン |                                                 |
| 18           | 2018年12月9日  | △    | 10R     | 判定1-1     | 奥本貴之（グリーンツダ）                     | 日本       | 日本スーパーフライ級タイトルマッチ              |
| 19           | 2019年4月21日  | ☆    | 8R      | 判定3-0     | ジェイアール・エスティリモス（六島）         | フィリピン |                                                 |
| 20           | 2021年7月21日  | ☆    | 8R 0:46 | TKO         | 湊義生（JM加古川）                           | 日本       |                                                 |
| 21           | 2022年2月28日  | ☆    | 12R     | 判定3-0     | 古谷昭男（六島）                             | 日本       | OPBF・WBOアジア太平洋スーパーフライ級王座決定戦 |
| 22           | 2022年6月29日  | ★    | 5R 2:52 | TKO         | 田中恒成（畑中）                             | 日本       | WBOアジア太平洋王座陥落                         |
| テンプレート |                |      |         |             |                                              |            |                                                 |

## 獲得タイトル
- 全日本スーパーフライ級新人王
- 第39代 OPBF東洋太平洋スーパーフライ級王座(防衛0)
- WBOアジアパシフィックスーパーフライ級王座(防衛0=返上）